# Pangkalan Tampoi
Pangkalan Tampoi is een bestuurslaag in het regentschap Pelalawan van de provincie Riau, Indonesië. Pangkalan Tampoi telt 1512 inwoners (volkstelling 2010).